# Invasions mongoles en Anatolie
Conquêtes mongoles
Batailles
- Birmanie :
  - 1re
    - Ngasaunggyan
    - Bhamo
    - Pagan

  - 2e
- Asie centrale :
  - Qara Khitai
  - Empire khorezmien
- Chine :
  -  Xia occidentaux
  - Jin
  - Song
  - Dali
- Japon :
  - Bun’ei
  - Kōan
- Viêt Nam :
  - Bach Dang
- Autres invasions :
  - Inde
  - Java
  - Corée
  - Tibet

- Rus’ de Kiev
- Khanat de la Volga (Samara Bend, Bilär)
- Durdzuketia
- Pologne (1re invasion)
- Hongrie (1re invasion)
- Bulgarie et Serbie
- Empire latin de Constantinople
- Pologne (2e invasion)
- Thrace
- Hongrie (2e invasion)
- Pologne (3e invasion)
- Serbie (2e invasion)

Proche-Orient
- Empire khorezmien
- Arménie
- Géorgie
- Anatolie (Köse Dağ)
- Bagdad
- Levant
- Palestine (Aïn Djalout)

Les invasions mongoles en Anatolie sont des expéditions militaires de l'Empire mongol ayant lieu à différents moments et visant a soumettre les populations et les dirigeants des États de l'Anatolie. La première de ces campagnes est celle de 1241–1243, qui a culminé avec la bataille de Köse Dağ. Les Mongols ont le contrôle de l'Anatolie à partir de la capitulation des Seldjoukides en 1243 et le gardent jusqu'à la chute de l'Ilkhanat de Perse en 1335. La garnison de l'Ilkhanat est stationnée près d'Ankara,. Comme le sultan seldjoukide se rebelle à plusieurs reprises, en 1255, les Mongols ravagent l'Anatolie centrale et orientale. L'invasion de Tamerlan en 1402 est parfois considérée comme étant la dernière invasion de l'Anatolie par les Mongols. Des vestiges du patrimoine culturel mongol sont encore visibles en Turquie, notamment les tombes d'un gouverneur mongol et d'un fils de Houlagou Khan.
À la fin du XIVe siècle, la majeure partie de l'Anatolie est contrôlée par divers beyliks anatoliens à la suite de l'effondrement de la dynastie des Seldjoukides de Rum. Les Beyliks turkmènes sont contrôlés par les Mongols par le biais des sultans seldjoukides en déclin,. Preuve du contrôle mongol sur la région, les Beyliks ne frappent pas de pièces au nom de leurs propres chefs tant qu'ils restent sous la suzeraineté de l'Ilkhanat. Le souverain ottoman Osman Ier est le premier souverain turc à frapper des pièces en son nom dans les années 1320, chacune desdites pièces portant la légende « Frappé par Osman, fils d'Ertuğrul ». Étant donné que, suivant la tradition dans les pays d'Islam, la frappe des pièces de monnaie est une prérogative accordée uniquement aux souverains, on peut considérer que les Ottomans sont devenus indépendants des Khans mongols à cette période.

## Relations avant les invasions
Au XIIe siècle, l'Empire byzantin a repris le contrôle de l'Anatolie occidentale et septentrionale. Après le sac de Constantinople en 1204 par les croisés latins, deux États successeurs de l'empire byzantin sont fondés : l'empire de Nicée et le despotat d'Épire. Un troisième, l'empire de Trébizonde, avait déjà été créé quelques semaines avant le sac de Constantinople par Alexis Ier de Trébizonde. De ces trois États successeurs, Trébizonde et Nicée sont ceux se situant le plus près de l'Empire mongol. Le contrôle de l'Anatolie est ensuite partagé entre ces États grecs et le sultanat seldjoukide de Roum, les territoires contrôlés par les Byzantins étant progressivement réduits par les conquêtes turques.
Les Mongols conquierent la Perse en 1230 ; Tchormaghan en devient le gouverneur militaire. Il n'y a alors pas de conflit entre ce dernier et les Turcs seldjoukides. Le sultan Kay Qubadh Ier et son successeur immédiat Kay Khusraw II prêtent même un serment de vassalité et payent au moins un tribut symbolique au Grand Khan Ögedeï,. Mais lorsqu'Ögedei meurt en 1241, Kay Khusraw en profite pour renier son serment et rejeter sa vassalité, pensant être assez fort pour résister aux Mongols. Le successeur de Chormaqan, Baïdju, le somme de renouveler sa soumission en lui disant d'aller en Mongolie en personne, de livrer des otages et d'accepter un Darugachi mongol. Lorsque le sultan refuse, Baïdju lui déclare la guerre. Les Seldjoukides ripostent en envahissant le Royaume de Géorgie, un vassal de l'Empire mongol.

## Chute de Karin
L'armée de Baiju attaque Erzurum, tenue par Kay Khusraw qui a rejeté la suzeraineté mongole. Avant d'attaquer la ville, Baïdju exige sa soumission. Les habitants de la ville lui répondent en insultant son envoyé. Les Mongols réagissent en débutant le siège de la ville, qui tombe au bout de deux mois. Après avoir puni les habitants, Baïdju retourne dans la plaine de Mughan sans avancer davantage, car il a bien conscience de la puissance des Seldjoukides.

## Campagne d'Erzurum
En 1243, Baïdju repasse à l'attaque en marchant sur Erzurum avec un contingent de guerriers géorgiens et arméniens commandé par Avag et Shanshe. Ils assiègent la ville d'Erzurum après que Yakut, son gouverneur, ait refusé de la livrer. Avec l'aide de la puissance de ses douze catapultes, Baiju prend d'assaut Erzurum. Lorsqu'il apprend qu'une attaque est en cours contre Erzurum, Kay Khusraw convoque ses forces armées à Konya, puis il relève le défi des Mongols en envoyant un message de guerre, où il défie Baïdju en lui disant que son armée n'a pris qu'une seule de ses nombreuses villes.

## Köse Dağ

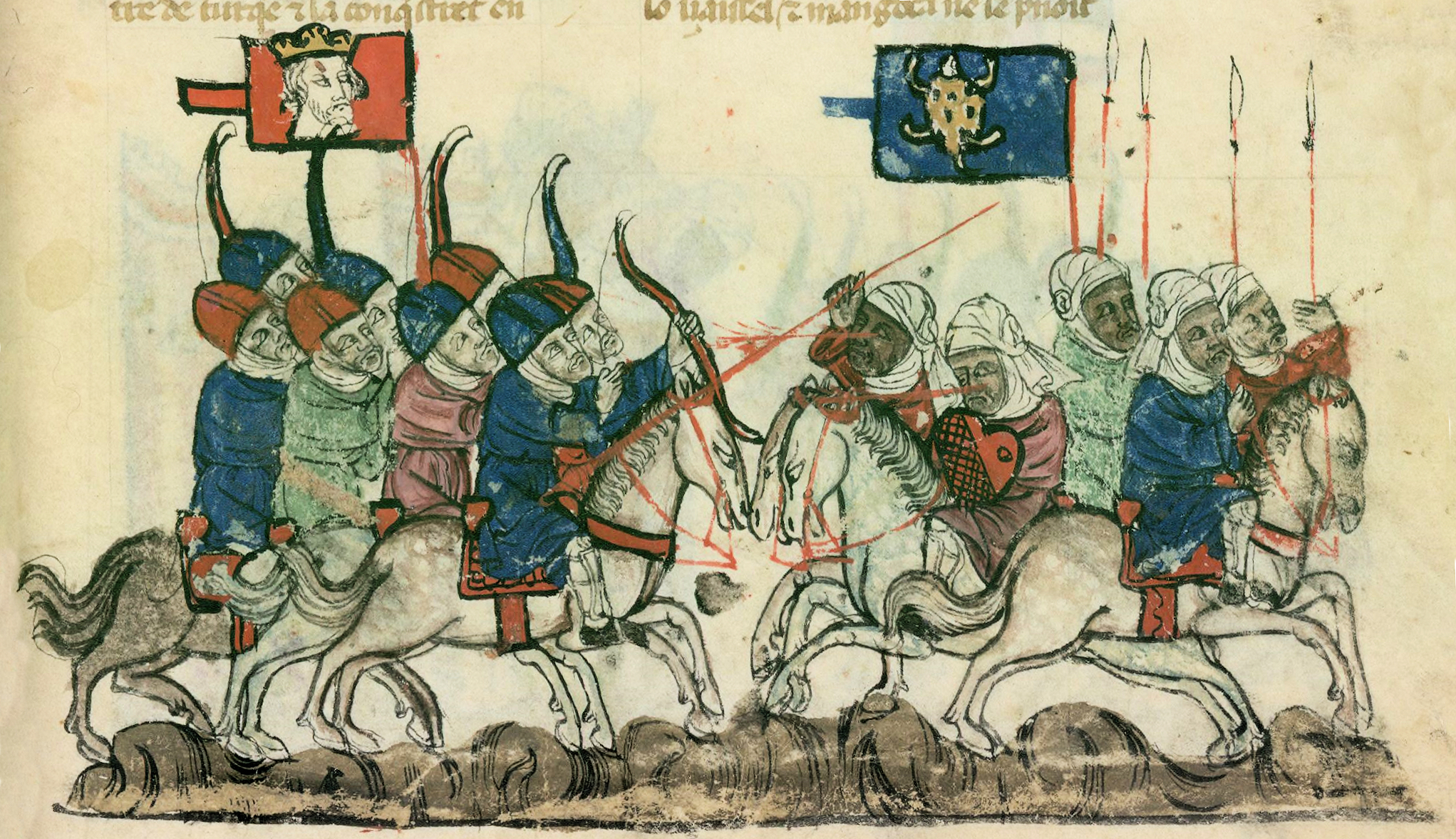
L'armée mongole poursuit les Seldjoukides lors de la bataille de Köse Dağ en 1243.

Avant de partir au combat, le sultan seldjoukide conclut une alliance avec toutes les nations qui l'entourent. Le roi du royaume arménien de Cilicie lui promet d'envoyer un contingent ; cependant, il n'est pas certain que les Arméniens se soient vraiment engagés dans la lutte contre les Mongols. Kay Khusraw reçoit le soutien militaire de l'empire de Trébizonde, ainsi que celui du sultan ayyoubide d'Alep, et des mercenaires « francs » (c'est-à-dire européens) participent à la campagne. En raison du peu d'informations fiables disponibles, il est difficile de connaitre exactement les effectifs des deux armées ; mais, selon l’historien Peter Malcolm Holt (en), les Mongols n’alignent qu’environ 30 000 soldats, là où les Seldjoukides en ont à peu près 80 000.
Kay Khusraw part de Konya et avance d'environ 200 km jusqu'à Köse Dağ. L'armée mongole arrive dans la région en juin 1243 et y attend l'arrivée des Seldjoukides et de leurs alliés. La bataille de Köse Dağ débute le 26 juin 1243 et son issue reste longtemps indécise. Finalement, ce sont les troupes du Sultan qui subissent les plus grandes pertes et il décide de se retirer pendant la nuit. Pendant qu'il poursuit le fuyard, Baïdju reçoit la soumission des villes d'Erzinjan, Divrigi et Sivas.
Les Mongols installent leur camp près de Sivas. Lorsqu'ils arrivent devant Kayseri, les habitants de cette dernière choisissent de résister aux envahisseurs, mais la ville tombe entre les mains des Mongols après une courte résistance, et elle est ravagée. En apprenant la catastrophe de Köse Dağ, le roi Héthoum Ier du royaume arménien de Cilicie conclut rapidement la paix avec les Mongols en 1243 et envoie son frère Smbat à la cour mongole de Karakorum en 1247 pour négocier une alliance avec l'empereur mongol Güyük.

## Paix de Sivas

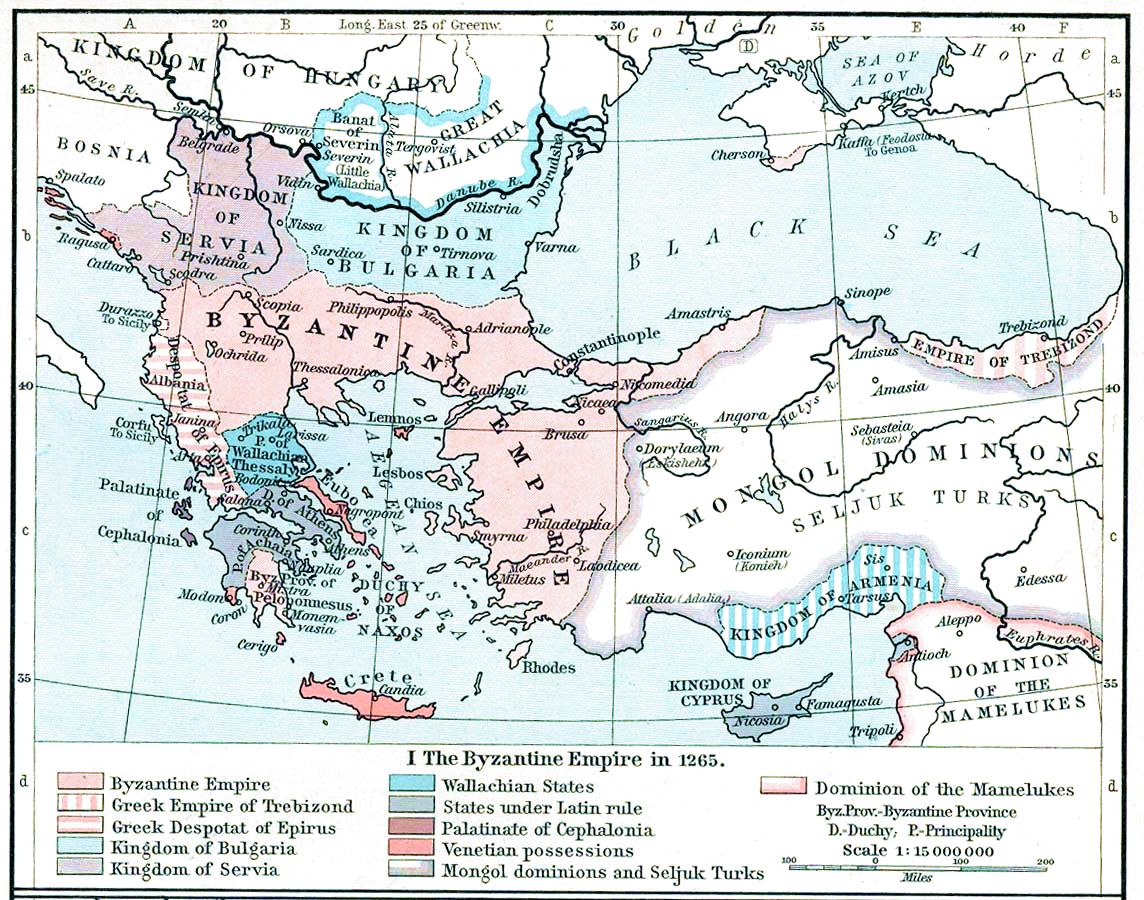
Le contrôle de l'Empire mongol sur l'Anatolie en 1265.

Kay Khusraw envoie à Baïdju une délégation dirigée par son vizir, réalisant que toute nouvelle tentative de résistance ne ferait que provoquer un plus grand désastre. Baïdju répond en exigeant une nouvelle soumission du Sultan et le versement d'un tribut annuel composé d'or, de soie, de chameau et de mouton en quantités non définies. De plus, les territoires turcs qui sont tombés entre les mains des Mongols restent occupés par ces derniers. Khusraw n'a pas d'autre choix que d'accepter et près de la moitié du Sultanat de Roum devient un territoire Mongol. De son côté, l'empire de Trébizonde devient un vassal du Khagan mongol, son empereur craignant de subir une expédition punitive parce que ses troupes ont participé à la bataille de Köse Dağ.
Dans l'empire de Nicée, l'empereur Jean III Doukas Vatatzès se prépare à faire face à la menace mongole à venir. Ces préparatifs n’empêchent pas Vatatzes d'envoyer des ambassadeurs aux Khagans Güyük et Möngke, jouant la montre pour gagner du temps et mieux se préparer. Finalement, l'Empire mongol ne nuit pas à son plan visant à récupérer Constantinople des mains des empereurs Latins, qui envoient également des ambassadeurs aux Mongols. Par la suite, les successeurs de Vatatzes, les empereurs paléologues de l'Empire byzantin restauré, s'allient avec les Mongols, donnant leurs princesses en mariage aux khans mongols.